# Daewoo Lanos

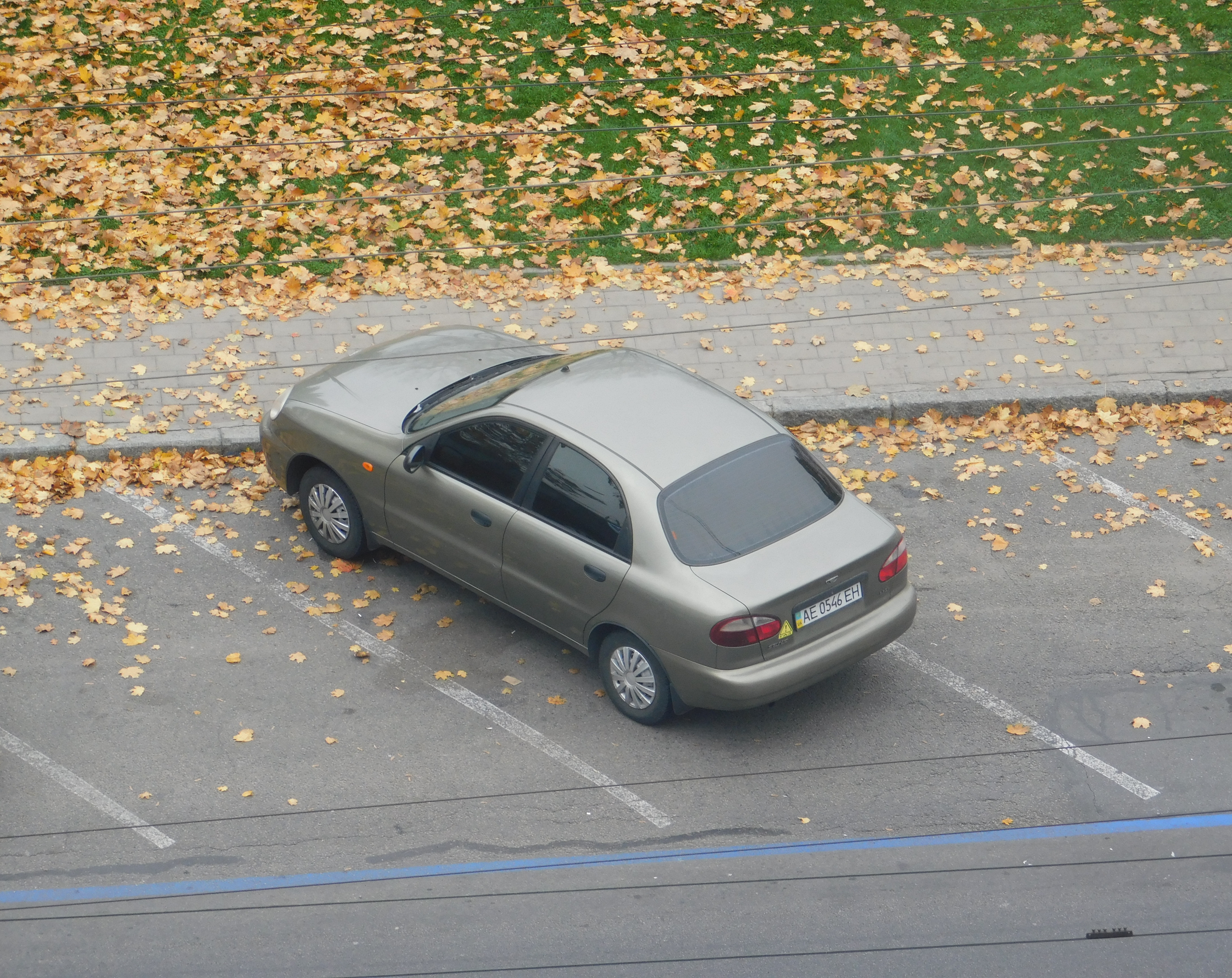
Daewoo Lanos (T100)

Daewoo Lanos este o mașină din clasa subcompactă fabricată de producătorul coreean de automobile Daewoo Motors între anii 1997 și 2002. De asemenea a fost asamblată în Polonia de către FSO, în Ucraina de către ZAZ, pentru o scurtă perioadă în Rusia de către TagAZ, și în Egipt de Speranza Motors, respectiv GM Egypt. Lanos a fost oferit în variantele hatchback cu 3 sau 5 uși, berlină cu 4 uși, iar din 2006 în Ucraina a fost oferit și într-o variantă de furgonetă cu 2 uși. Într-o serie mică a existat și o variantă cabrio. Lanos a înlocuit modelul Daewoo Cielo și a fost înlocuit la rândul său de Daewoo Kalos.

## Istoric
Proiectul de realizare a modelului Lanos a început încă din toamna anului 1993, în urma separării Daewoo de General Motors. Scopul era de a crea o mașină care să înlocuiască modelul Cielo în clasa subcompactă. Patru studiouri au fost însărcinate să creeze schițe de design pentru noul model. Dintre acestea a fost ales cel creat de Giorgetto Giugiaro, designerul celor de la Italdesign, cei care s-au ocupat de ultimele finisări exterioare și de designul interior. Lanos a fost proiectat și pus în producție în 30 de luni și a costat compania 420 de milioane de dolari. A fost prezentat pentru prima oară la Salonul auto de la Geneva în 1997. Acesta a fost primul model Daewoo care a purtat noua grilă compusă din trei părți, în forma siglei companiei.
În afara țării de origine, a fost produs în Polonia, începând din 1997, la uzina FSO din Varșovia (Fabryka Samohodów Osobowych). A fost asamblat inițial din piese demontate importate din Coreea de Sud, iar din anul 2000 până în 2008 la scară completă. În anul 2004 au fost redenumite în FSO Lanos.
Între 1998 și 2000 a fost construit în Rusia de către TagAZ, sub denumirea Doninvest Assol, în orașele Taganrog și Rostov.
De asemenea este asamblat de către ZAZ în Ucraina începând din anul 1998, mai întâi la fabrica din Illicivsk unde a fost produs din piese demontate importate, iar din anul 2004 la scară completă în fabrica din Zaporijjea. Aici a fost asamblat pentru o perioadă în paralel cu modelul ZAZ Slavuta. Cei de la ZAZ l-au echipat și cu unele motoare de concepție proprie, iar din 2011, datorită parteneriatului cu chinezii de la Chery Automobile, modelul a primit și un motor ACTECO de 1,5 litri1 dezvoltat de aceștia. Modelele cu motoare de origine proprie au fost denumite Daewoo L-1300 între 2000 și 2002, Daewoo Sens până în 2008, iar din 2008 ZAZ Sens. Din 2009 acesta este exportat și în Rusia cu denumirea de ZAZ Chance.
În 2002 modelul berlină a avut parte de o ușoară restilizare la partea din spate, primind stopuri noi și o nouă formă a capacului de portbagaj, iar în anul 2004 a fost oprită producția modelului hatchback. Din 2005 modelele fabricate în Ucraina au început să fie exportate în Rusia unde au fost vândute ca Chevrolet Lanos, fiind scutite de taxe vamale datorită unei înțelegeri între cele două țări.
Lanos a fost oferit în trei variante de echipare: S, SE și SX. Dotările variantei intermediare SE includ servodirecție, geamuri frontale electrice sau airbag pentru șofer, în timp ce versiunea SX adaugă lumini de ceață sau aer condiționat. Totuși aceste dotări pot varia în funcție de piața de destinație.

## Motorizări
Variantele de motorizare:
| Model         | Capacitate | Putere maximă  | Cuplu maxim | Număr cilindri | 0–100 km/h | Viteză maximă | Consum mediu |
| ------------- | ---------- | -------------- | ----------- | -------------- | ---------- | ------------- | ------------ |
| Daewoo        |            |                |             |                |            |               |              |
| 1,4 SOHC 8V   | 1349 cmc   | 75 CP (56 kW)  | 115 Nm      | 4 în linie     | 14,9 s     | 166 km/h      | —            |
| 1,5 SOHC 8V   | 1498 cmc   | 86 CP (63 kW)  | 130 Nm      | 4 în linie     | 12,5 s     | 172 km/h      | 8,5 l/100 km |
| 1,5 DOHC 16V  | 1498 cmc   | 100 CP (73 kW) | 131 Nm      | 4 în linie     | 11,8 s     | 176 km/h      | —            |
| 1,6 DOHC 16V  | 1598 cmc   | 106 CP (78 kW) | 145 Nm      | 4 în linie     | 11,5 s     | 180 km/h      | 8,2 l/100 km |
| ZAZ           |            |                |             |                |            |               |              |
| 1,3 SOHC 8V   | 1299 cmc   | 64 CP (46 kW)  | 101 Nm      | 4 în linie     | 18,6 s     | 153 km/h      | —            |
| 1,3 SOHC 8V   | 1299 cmc   | 70 CP (51 kW)  | 108 Nm      | 4 în linie     | 17,0 s     | 160 km/h      | 7,2 l/100 km |
| 1,4 SOHC 8V   | 1386 cmc   | 77 CP (56 kW)  | 113 Nm      | 4 în linie     | 16,0 s     | 162 km/h      | 8,0 l/100 km |
| 1,5 SOHC 16V1 | 1386 cmc   | 109 CP (80 kW) | 140 Nm      | 4 în linie     | 12,5 s     | 160 km/h      | 7,2 l/100 km |

## Galerie foto

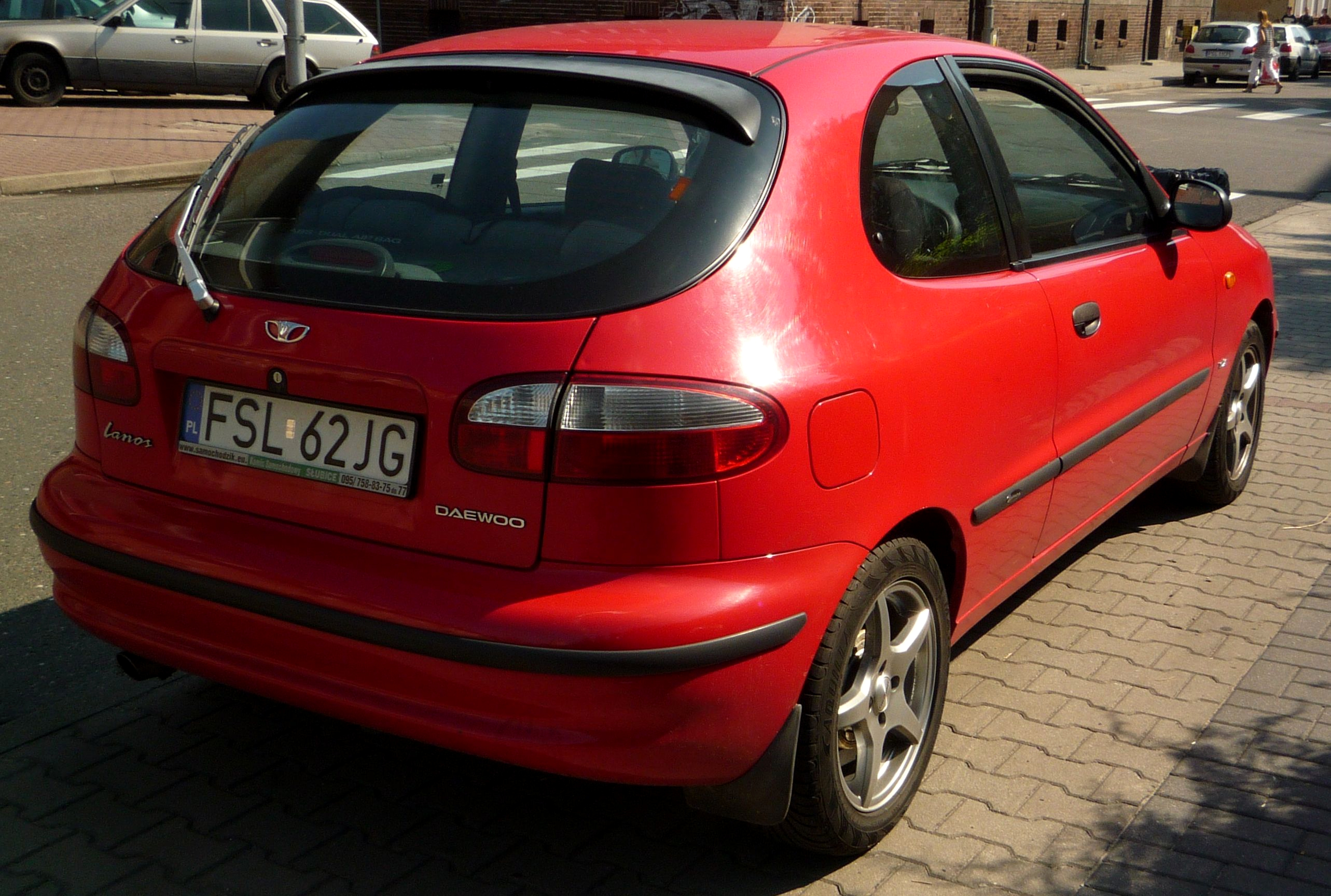
Daewoo Lanos (3 uşi)
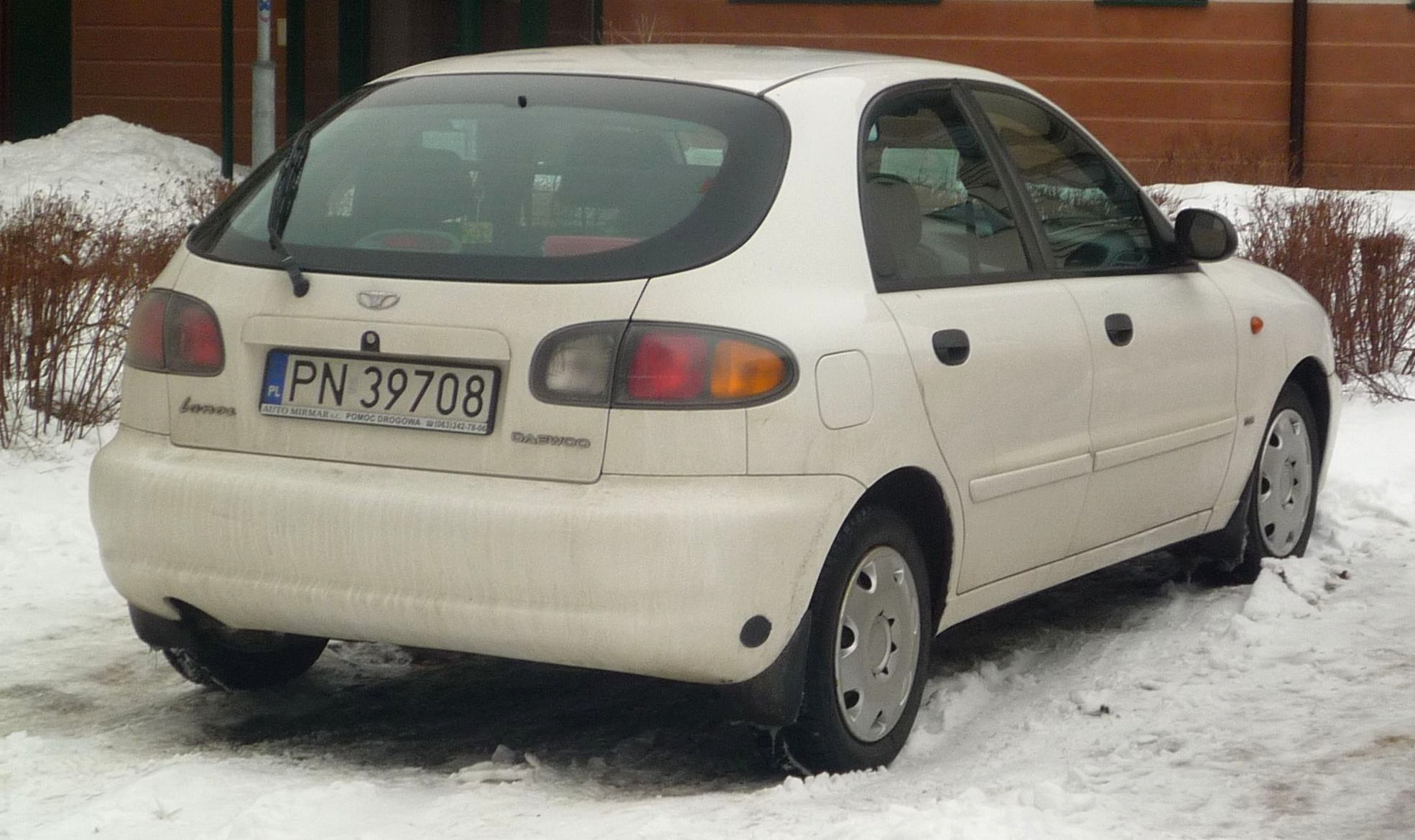
Daewoo Lanos (5 uşi)
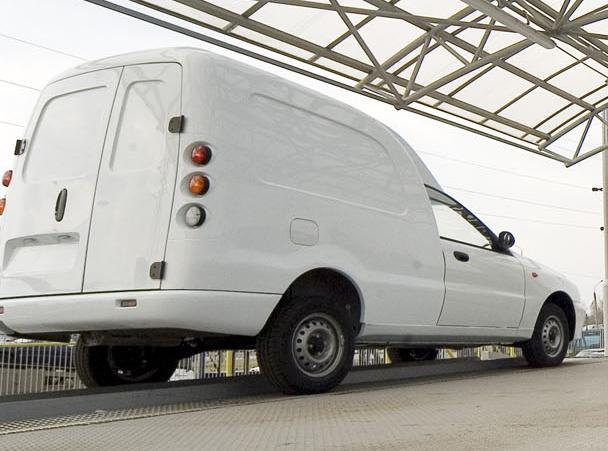
ZAZ Lanos (pick-up)